# Línia evolutiva de Budew
Aquesta línia evolutiva de Pokémon inclou Budew, Roselia i Roserade.

## Budew
Budew és una de les espècies que apareixen a la franquícia Pokémon. És de tipus planta i tipus verí i evoluciona a Roselia.

## Roselia
Roselia és una de les espècies que apareixen a la franquícia Pokémon. És de tipus planta i tipus verí. Evoluciona de Budew i evoluciona a Roserade.

## Roserade
Roserade és una de les espècies que apareixen a la franquícia Pokémon. És de tipus planta i tipus verí i evoluciona de Roselia.